# Куевас-де-Прованко
Куевас-де-Прованко (ісп. Cuevas de Provanco) — муніципалітет в Іспанії, у складі автономної спільноти Кастилія-і-Леон, у провінції Сеговія. Населення — 157 осіб (2010).
Муніципалітет розташований на відстані близько 130 км на північ від Мадрида, 70 км на північ від Сеговії.

## Демографія
Динаміка населення (INE ):